# 재미 독일인 동맹

재미 독일인 민족동맹(독일어: Amerikadeutscher Volksbund) 또는 독일계 미국인 동맹(영어: German American Bund)은 FONG(Friends of New Germany, 독일어: FDND)의 뒤를 잇는, 1936년에 설립된 독일계 미국인 나치 조직이었다. 언론이 비애국적이라고 비난한 후 조직은 미국의 자격을 강조하기 위해 새 이름을 선택했다. 이 협회는 독일계 미국 시민으로만 구성되도록 허용되었다. 주요 목표는 나치 독일에 대한 호의적인 견해를 장려하는 것이었다.